# 列車点制御装置

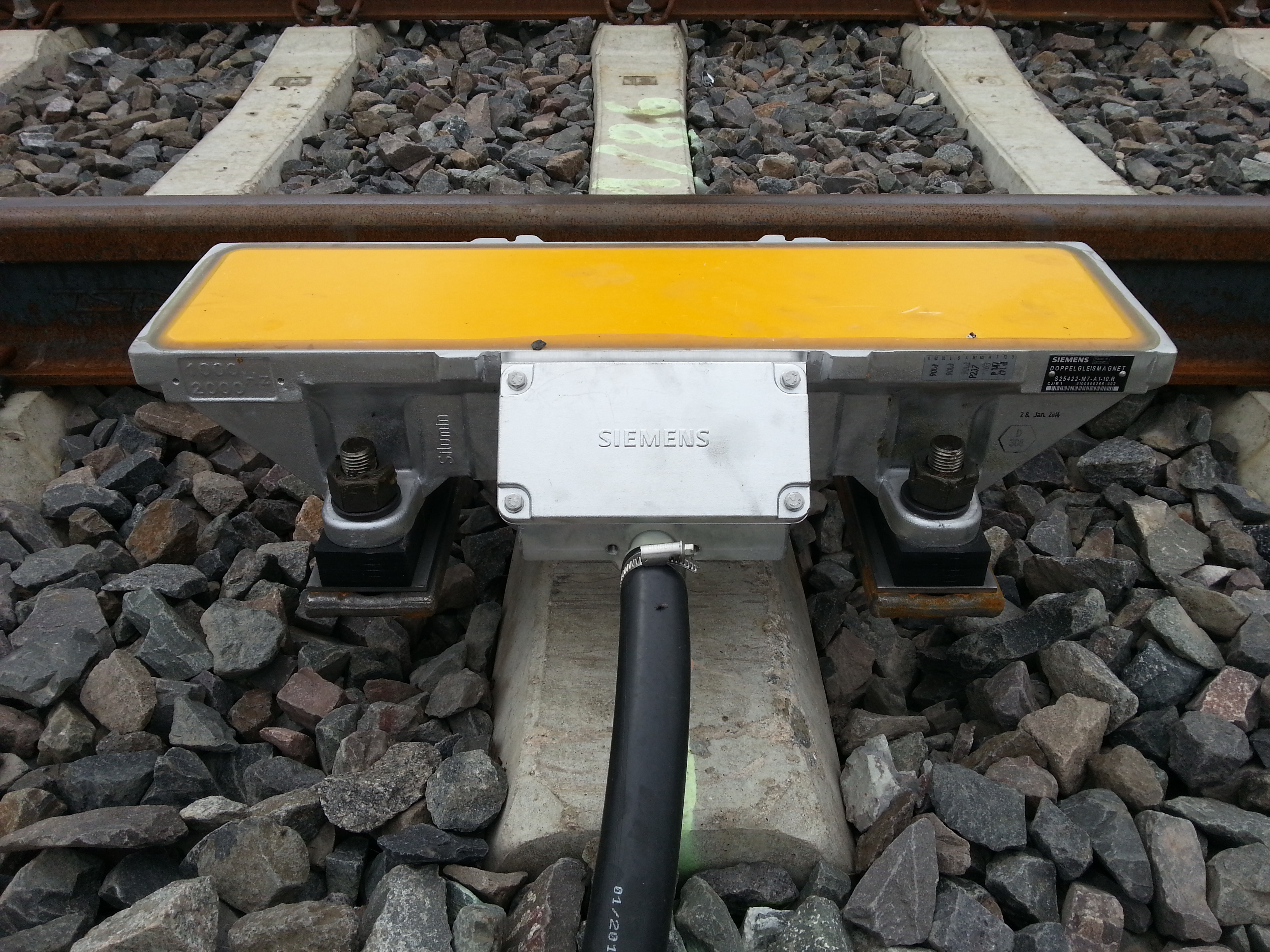
列車点制御装置の軌道磁石（ジーメンス製）

列車点制御装置（れっしゃてんせいぎょそうち、ドイツ語: Punktförmige Zugbeeinflussung, PZB）は、鉄道において、特定の地点で鉄道車両を監視・制御できる複合列車保安システムである。このシステムの場合、停止信号にも列車が通過しないか、列車の制限速度が維持されるか、機関士が注意・停止信号（Beschränkung）を認識してスウィッチ操作を通じて列車を止めるかどうかが主に探知される。ドイツ国内には「PZB90」が1990年代中期以来導入されている。PZB90は1934年に導入された三変共振周波数方式（Dreifrequenz-Resonanzbauart）のインドゥジシステム（Indusi: Induktive Zugsicherung）から発展した保安システムである。
常に有効な注意・停止信号および情報は線路に付着された共振回路（軌道磁石）を通じて車上装置に伝達され、車両運転台の計器に表示される。信号違反および運転士の不注意の場合、非常制動装置が作動する。PZBシステムの場合、介入信号のスキップは部分的に可能で、列車の継続運行のために必要である。システムの介入信号は車両の計測器により自動に記録される。
不連続に作動する列車保安システムは現示された注意・停止信号が遵守されるか、車両運転士のが信号を注意するかどうかだけを監視する。信号現示と車両感知器の間から発生した情報保安の脆弱性（Sicherheitslücke）は塞がれて、そうではない場合、機関士は一人で車両を支援システム無しにうまく操縦し遂げねばならない。
PZBシステムは他の自動列車保安装置と共に設置されるのが可能である。連続列車制御装置（Linienzugbeeinflussung, LZB）との結合の場合、LZB装着車両では全てPZBシステムが装備されているので、PZBがLZBの予備安全装置（Rückfallebene）として作動する。欧州列車制御システムの場合、PZBはレベル1および2の区間で二重に設置できるB級システムに当たる。LZB或いはETCSシステムの不能の場合、PZBは車両のみに作動して、或いは信号装置故障の場合に必要な予備安全装置として有効である。

## ドイツのPZB90と既存システムとの共通点
PZB90はドイツで普遍的に活用される、マイクロプロセッサ形態の電磁誘導方式列車点制御装置（Induktive punktförmige Zugbeeinflussung）である。名称はブレーキ作動プログラムから由来して、この制御システムは車上装置と地上装置を構成する。PZBの主要な役割は自動列車停止装置の作動で、停止信号の場合車両の不適切な通過を防止することである。PZBシステムは遠方信号機（Vorsignal）、主信号機（Hauptsignal）だけではなく踏み切り非常警報信号機、線路終端点用信号機にも装備されている。他の機能はある線路の地点で速度検出閉塞区間（Geschwindigkeitsprüfabschnitt）を通り過ぎて速度の適切さを監視するのである。
地上装置は速度検出機・警報信号（Überwachungssignal）・遠方信号機および低速標識にある1000 Hz共振の軌道磁石と、主信号機から150 - 300 m離れた場所、制限速度標識にある500 Hz共振の磁石および例えば入換信号機（Sperrsignal）・主信号機および速度検出閉塞区間にある2000Hz共振の磁石と構成されている。遠方信号灯の機能のある主信号機には、1000 Hz共振および2000 Hz共振の二重軌道磁石が設置されている。車上装置には500、1000、2000 Hzの共振回路が三つ包含されて、この回路は電磁場を発生させる。車上装置が作動中の軌道磁石のところを通過する時に、電磁場は起電力を軌道磁石の内部に誘導する。相互誘導により相当な周波数のバイアス電流が車上装置で減少して、それにより車上装置で反応が起こる。進行信号の現示の場合、軌道磁石の共振回路が短絡して、車上装置で何の作用も起こらないよう調子はずれになる。

## 速度照査のパターン

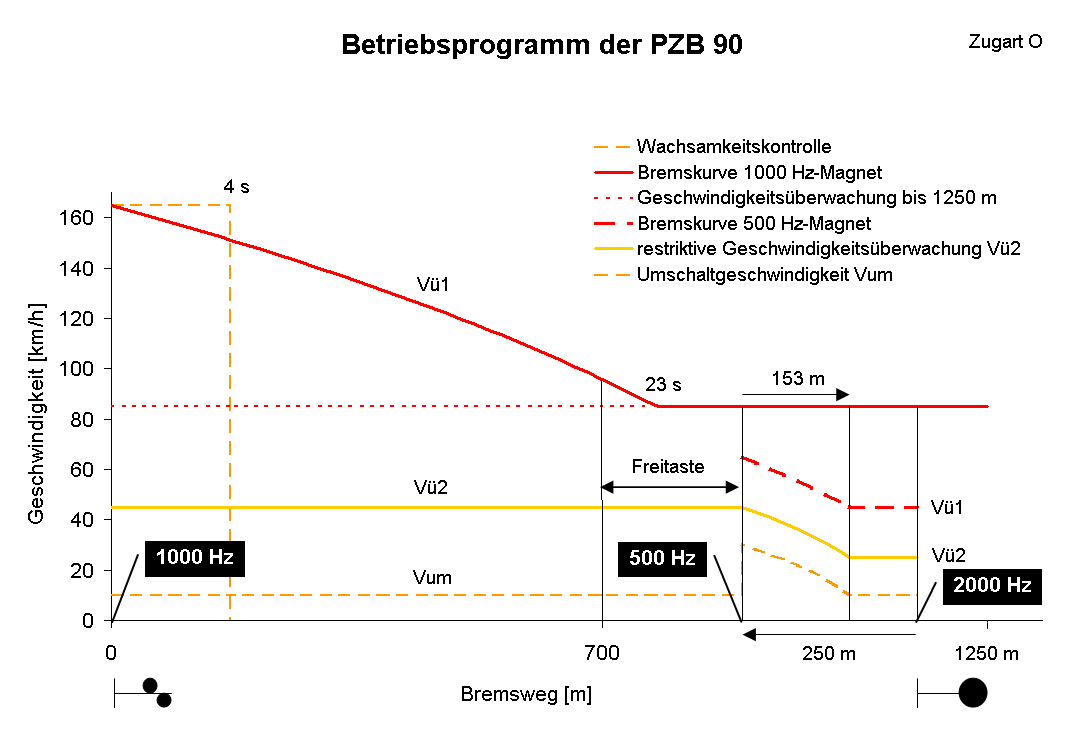
PZB90の減速制御パターン

PZB指示灯の配置

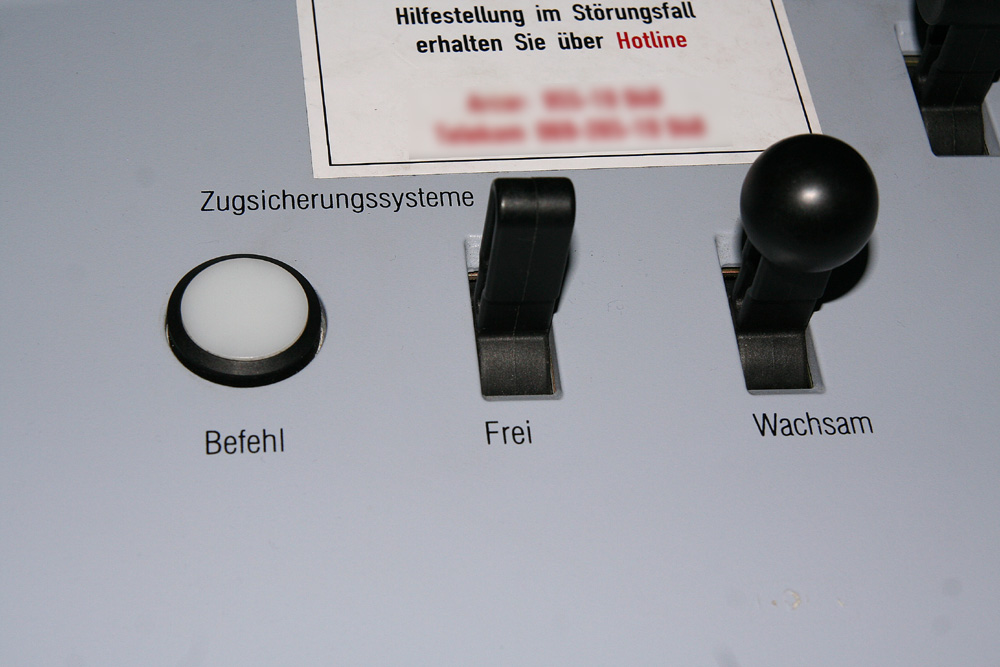
ICE T内部のPZBスウィッチ

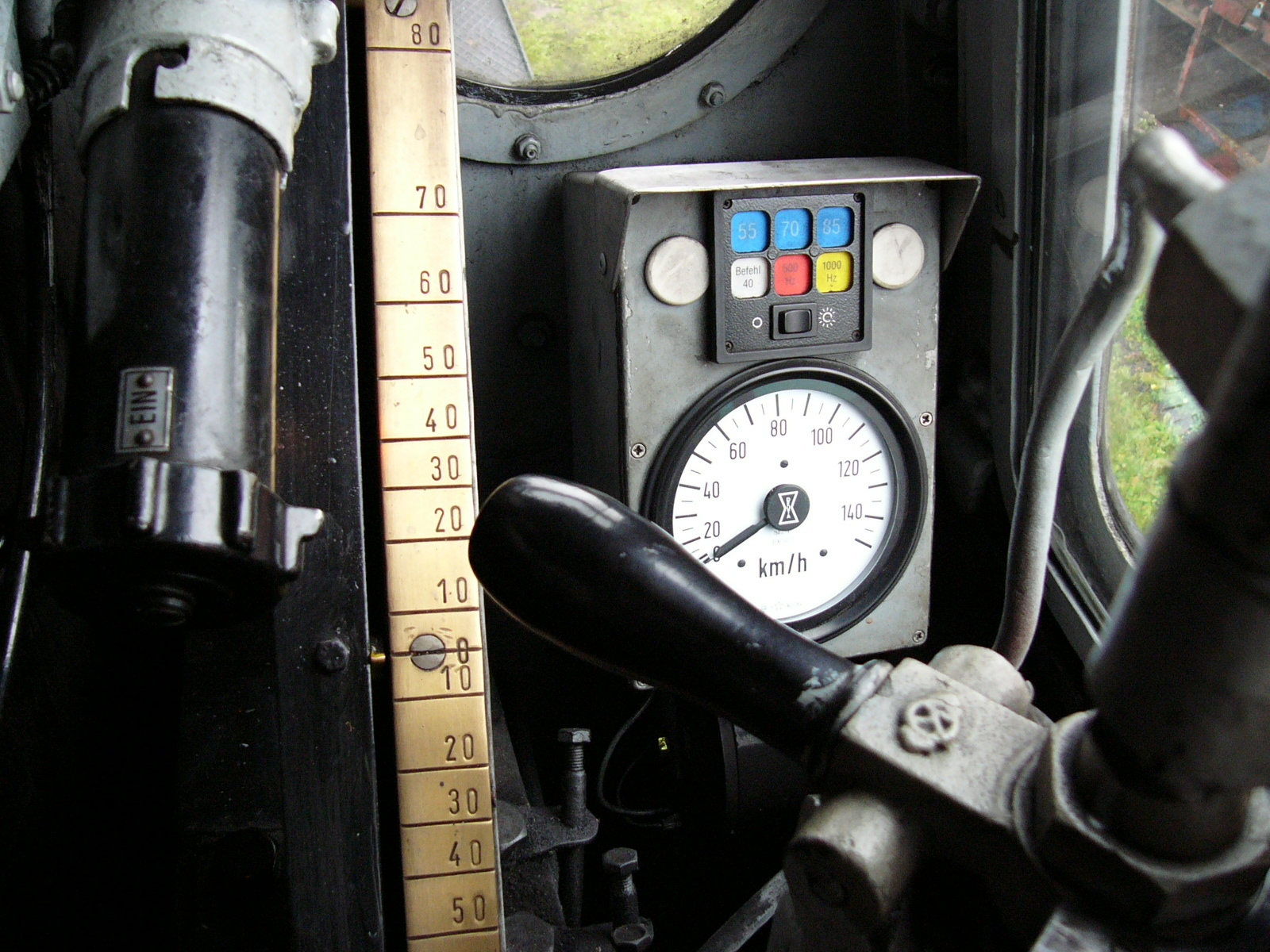
EZ155の指示灯ブロック、速度計とその下にある蒸気機関車の汽笛

### 1000 Hzの速度照査パターン
遠方信号・主信号に従う停止・強力な速度減少或いは踏み切り安全施設の警報信号現示が1000 Hz共振で制御された後で、警戒警報ボタンは、多機能車両用バス（Multifunction Vehicle Bus）の装着された車両の場合2.5秒以内に、旧型地上装置の場合4秒以内に、働かねばならない、さもないと自動列車停止装置が作動する。次に列車速度は列車種類と時間に依存的なvü1のパターンで減少し、制御装置が操作され列車が700 m以上進んだ後で、減速制御は既存のインデゥジシステムのように一度だけ作動しなくて、その下で形成された減速パターンがシミュレートされる。車両の700 m進行後、制御速度は一定のままで、車両は1250 mまで他の制御システム無しに進む。
PZB90の場合、列車の種類は制動重量（Bremsgewicht）対列車重量の比率である制動百分比（Bremshundertstel）に左右される。列車の制動重量は列車の減速時、車両の運動に対する有効制動力（Bremsvermögen）の総量と定義され、トンで表示される。列車は次のように制動百分比
{\displaystyle {\mbox{Bremshundertstel}}={\frac {\mbox{Gesamtbremsgewicht (t)}}{\mbox{Gesamtzuggewicht (t)}}}\cdot 100}
により上位領域（Oberer Bereich）のO型、中位領域（Mittlerer Bereich）のM型および下位領域（Unterer Bereich）のU型と分類されている。
列車速度は離散的だけではなく、ある意味で連続的な速度照査パターンが生成するので、1.6版のソフトウェアで検出速度はインデゥジシステムの場合と比べて精密になった。一定な時間が経過する後で、許容速度の最大値がそれで指定される。
15秒以上の時間に10 km/hの切り替え速度（Umschaltgeschwindigkeit, vum）を超過し走行する列車の速度は45 km/hの「制限された照査速度（Restriktive Geschwindigkeit）」の基準で検出される。それで予備信号と本信号の間に止まっている列車は制限された照査速度に左右される。
様々な速度照査パターンの頂点の数値は列車の種類により次の表に示されている。
| 列車の種類 | 制動百分比 | 正規照査速度vü1         | 制限された照査速度vü2 | 切り替え速度 vum |
| ---------- | ---------- | ----------------------- | --------------------- | ---------------- |
| O型        | 110超過    | 165 → 85 km/h、23秒経過 | 45 km/h等速           | 10 km/h等速      |
| M型        | 66~110     | 125 →70 km/h、29秒経過  | 45 km/h等速           | 10 km/h等速      |
| U型        | 66未満     | 105 → 55 km/h、38秒経過 | 45 km/h等速           | 10 km/h等速      |

正規検出速度パターンの加速度はO型列車の場合-0.97 m/s2、M型列車の場合-0.53 m/s2、 U型列車の場合-0.36 m/s2である。

### 500 Hzの速度照査パターン
作動中の500 Hz共振の磁石の通過時、次の250 m区間で連続的な、経路に従属した速度照査パターン（vü1）がさらに生成する。列車の速度が切り替え速度以下に落とされた後で、パターンは制限された速度照査パータン（vü2）に移行する。M型列車とU型列車の場合vü2は10 km/hに固定される。オーストリアでは500 Hz共振の磁石がほとんど不足なので、乗降場から離れた出発信号機で繰り返し信号付属機（Signalnachahmer）が1000 Hz共振の磁石の組み合わせで信号冒進防止のために設置されている。
様々な検出速度パターンの頂点の数値は列車の種類により次の表に示されている。
| 列車の種類 | 正規照査速度vü1         | 制限された照査速度vü2   | 切り替え速度 vum        |
| ---------- | ----------------------- | ----------------------- | ----------------------- |
| O型        | 65 → 45 km/h、153 m走行 | 45 → 25 km/h、153 m走行 | 30 → 10 km/h、153 m走行 |
| M型        | 50 → 35 km/h、153 m走行 | 25 km/h等速             | 10 km/h等速             |
| U型        | 40 → 25 km/h、153 m走行 | 25 km/h等速             | 10 km/h等速             |

### 2000 Hzの速度照査パターン
主信号機のところにある2000 Hz共振の磁石は、停止信号現示の場合自動列車停止装置を作動させる。主信号機を通過した列車はその装置でオーバーラップ区間（Durchrutschweg）以内に、エンジンが停止され、動かなくなる。
信号担当者或いは信号機器の出した命令、入換、代用信号機（Ersatzsignal）の現示、注意現示、或いは従属信号機の迂回現示は、運転士の停止信号誤認のため、列車が通過することを引き起こす可能性がある。運転士はその時命令ボタンを押して或いはスウィッチを入れて、自動列車停止装置の作動を避ける。列車の最高速度は2000 Hz共振の制御により40 km/hに制限されて、その時に響く不断の警報音或いは案内放送がボタン作動の取り消し要請を意味する。列車が2000 Hz共振の磁石を通過する間に命令ボタンは続いて押されねばならない。
運転台の命令ボタンが作動されたままで列車が磁石を通過すると、「命令40（Befehl 40）」の指示灯がつく。40 km/h以上の走行速度の場合、命令ボタンは作動しない。